# Drosophila touchardiae
Drosophila touchardiae är en tvåvingeart som beskrevs av Elmo Hardy och Kenneth Y. Kaneshiro 1972. Drosophila touchardiae ingår i släktet Drosophila och familjen daggflugor.
Artens utbredningsområde är Hawaii.